# Żukowo Morskie
Żukowo Morskie (deutsch See Suckow) ist ein Dorf in der polnischen Woiwodschaft Westpommern und gehört zur Landgemeinde Darłowo (Rügenwalde) im Kreis Sławno (Schlawe).

## Geographische Lage
Das kleine Bauerndorf liegt 1,5 Kilometer von der Ostseeküste entfernt an der Woiwodschaftsstraße 203 (Koszalin (Köslin) – Darłowo (Rügenwalde) – Ustka (Stolpmünde)), vier Kilometer westlich von Darłowo im Tal der Grabowa (Grabow). Die nächste Bahnstation ist Darłowo.
Nachbarorte sind: im Westen Bobolin (Böbbelin), im Norden die Ostsee, im Osten Darłowo und im Süden Porzecze (Preetz).

## Ortsname
Der Name Suckow ist in Norddeutschland verbreitet anzutreffen. In Unterscheidung zu Suckow (polnisch: Żukowo, früher Suckow, auch Adlig Suckow) südöstlich der Kreisstadt Sławno (Schlawe) nannte man diesen Ort – wegen seiner Lage nahe dem Meer – „See Suckow“ (= Żukowo Morskie). Die  Ortsbezeichnung „Żukowo“ tritt in Polen häufig auf.

## Geschichte

Karte von See Suckow und Umgebung, um 1775

Nach einer Urkunde, deren Echtheit allerdings bezweifelt wird, hat Swantopolk II. von Pommerellen im Jahre 1205 dem Bischof von Cammin das Dorf Suckow geschenkt. 1321 kaufen die Swenzonen Peter und Jasko von Neuenburg das Dorf, um es im gleichen Jahr noch der Stadt Rügenwalde zu übereignen. Seither war Suckow Rügenwalder Stadtdorf.
1497 und 1655 verwüsteten starke Sturmfluten die Feldmark. 1614 hatte der Ort 6 Bauern und 2 Kossäten, 1784 waren es 6 Bauern, 4 Kossäten und 1 Schulmeister.
Im Jahre 1818 lebten hier 67 Einwohner. Ihre Zahl stieg bis 1895 auf 94 und betrug 1939 noch 86.
Bis 1945 war See Suckow eine Gemeinde innerhalb des Amtsbezirks Büssow (heute polnisch: Boryszewo) im Landkreis Schlawe i. Pom. im Regierungsbezirk Köslin der preußischen Provinz Pommern. Standesamtlich war der Ort nach Rügenwalde (Darłowo) orientiert, wo auch das zuständige Amtsgericht angesiedelt war.
Am 6. März 1945 wurde See Suckow von russischen Truppen besetzt. In Richtung Gotenhafen (Gdynia) geflüchtete Ortsbewohner kamen nur bis Köpnitz (Kopnica) und kehrten in ihr völlig ausgeplündertes Heimatdorf zurück. Im Dezember 1945 verließen fast alle Deutschen den Ort, der als Żukowo Morskie unter polnische Verwaltung kam und heute ein Teil der Gmina wiejska Darłowo im Powiat Sławieński der Woiwodschaft Westpommern ist. Heute sind hier 138 Einwohner registriert.

## Kirche
See Suckow gehörte wie der Nachbarort Rußhagen (polnisch: Rusko) bis 1945 zum Kirchspiel der Marienkirche in Rügenwalde. Fast alle Einwohner waren evangelisch. Das Kirchspiel lag im Kirchenkreis Rügenwalde der Kirchenprovinz Pommern der Kirche der Altpreußischen Union. Letzter deutscher Geistlicher war Superintendent Franz Molzahn.
Seit 1945 sind die meisten Einwohner von Żukowo Morskie katholisch. Der Ort ist kirchlich jedoch weiterhin nach Darłowo orientiert und gehört heute zum Dekanat Darłowo im Bistum Köslin-Kolberg der Katholischen Kirche in Polen. Evangelische Kirchenglieder sind heute dem Kirchspiel Koszalin (Köslin) in der Diözese Pommern-Großpolen der Evangelisch-Augsburgischen Kirche in Polen zugeordnet.

## Schule
In der einklassigen Volksschule unterrichtete bis 1945 eine Lehrkraft. Bis 1924 wurde sie vom Staat bezahlt, danach stellte die Gemeinde – aufgrund der geringen Schülerzahl – einen Privatlehrer ein. Zwischen 1940 und 1945 wurde der Unterricht vor Ort eingestellt. Die Kinder besuchten die Schule in Rügenwalde.